# つぎ汁
つぎ汁（つぎじる）は岐阜県郡上市明宝寒水（かのみず）地内の郷土料理。唐辛子を使った辛甘いすまし汁である。辛汁（からじる）とも呼ばれる。

## 概要
明宝（旧・明宝村）に所在する寒水地内（旧・寒水村）の郷土料理である。味噌汁のような日常に振舞われる料理ではなく、冠婚葬祭や法事の際に出される料理である。道の駅明宝に存在した明宝レディース直営の和食店「おかみさん」でも2025年5月の閉業まで提供されていた。
具は小さく刻んだ豆腐のみのすまし汁であるが、通常のすまし汁で出汁をとる昆布、煮干し、干しシイタケに加えて郡上市産の唐辛子「郡上南蛮」を出汁に使用するのが特徴である。郡上南蛮は一般的な日本産唐辛子と比べた場合、サイズが大きく、辛みも強いのが特徴となっている。味は醤油と砂糖で整える。
寒水地内はその名の通りに寒い地域であり、体を温めるために唐辛子が重宝されていた。もともとは報恩講の際に食される精進料理の一つであり、やかんのような鍋の「きったて」という道具に汁を入れ、椀に注いで回ることから「つぎ汁」と呼ばれたされる。
つぎ汁を作るのは男衆の仕事とされ、豆腐は端の固いところを大きさをそろえて3ミリメートル角から5ミリメートル角に細かく切り、煮る際にも豆腐が崩れて汁を濁らせないようにする。